# Lycée Nelson-Mandela (Poitiers)
Pour les articles homonymes, voir Lycée Nelson-Mandela.
Le lycée Nelson-Mandela de Poitiers (lycée Louis-Armand jusqu'en 2015), est un établissement français d'enseignement secondaire (professionnel, général et technologique) situé à Poitiers, en France.
Son inauguration a eu lieu en septembre 2015.

## Présentation
Il s'agit d'un lycée pouvant accueillir 758 élèves en séries générales et 417 élèves en en filière professionnelles.
Le lycée regroupera deux établissements poitevins existants :
- le lycée Louis-Armand de Poitiers,
- le lycée Auguste-Perret de Poitiers.

## Histoire
Le pôle des métiers du bâtiment et des arts associés du lycée Nelson-Mandela, a vu ses premières fondations en 1946. Il a été construit par les enseignants et les élèves. Il a été reconstruit en 1967 pour devenir un collège d'enseignement technique, puis le lycée Auguste-Perret jusqu'en 2015, date de fusion avec le lycée Louis-Armand.

## Emplacement
Le lycée Nelson Mandela est situé rue de la Bugellerie.

## Distinction
En 2004, trois élèves du lycée Nelson-Mandela, ont été classés au Top 100 national du concours Kangourou des mathématiques. En 2019, dix autres élèves ont intégré le Top 100, dont un élève classé 2e au niveau national. 
En 2014, le lycée a reçu le prix de l'animation, par Espace Mendès France, pour le film Quelles nouvelles lampes choisir pour remplacer celles de mon vieux lustre ?. 

## Classement du lycée
Le lycée se classe 1327e lycée général au niveau national.

## Proviseurs
- 2022- aujourd'hui : Frédérique Ruchti
- 2015-2022 : Christophe Simonet[7],
- 2006-2015 : Bernard Soulignac[8],[9].